# Izba Pracodawców Polskich
Izba Pracodawców Polskich (IPP) (ang.: Chamber of Polish Employers Employers' Union, niem.: Verband der Polnischen Arbeitgeber Arbeitgebervereinigung) zrzesza polskich przedsiębiorców eksporterów, świadczących usługi na terenie Unii Europejskiej. Są wśród nich także agencje pracy tymczasowej, użyczające polskich pracowników tymczasowych zagranicznym kontrahentom. Izba Pracodawców Polskich monitoruje rynek usług w UE oraz wspiera firmy świadczące transgraniczne usługi, między innymi poprzez udzielanie im informacji. Do grona członków IPP dołącza coraz więcej zagranicznych agencji pośrednictwa pracy oraz zagranicznych firm przemysłowych. 
Izba Pracodawców Polskich jest największą polską organizacją zrzeszającą firmy wysyłające pracowników za granicę oraz polskie agencje pracy tymczasowej. Działa na terenie Polski oraz za granicą. W listopadzie 2003 IPP została członkiem Europejskiej Konfederacji Małych i Średnich Przedsiębiorstw w Brukseli, która zrzesza w swych szeregach 10% przedsiębiorstw w całej UE. 
IPP informuje polskich przedsiębiorców o zasadach działalności eksportowej. W ramach seminariów i szkoleń firmy otrzymują konkretną wiedzę na temat zasad wysyłania pracowników za granicę. W 2009 z pomocy IPP skorzystało ponad 1000 firm. Izba Pracodawców Polskich utrzymuje kontakty z zagranicznymi instytucjami, a o ich wynikach regularnie informuje na stronach internetowych oraz na seminariach.

## Cele i zadania
1. Ochrona praw i reprezentowanie interesów zrzeszonych członków wobec związków zawodowych pracowników, organów władzy i administracji państwowej oraz organów samorządu terytorialnego w kraju i za granicą.
2. Reprezentowanie zrzeszonych członków wobec instytucji Unii Europejskiej.
3. Reprezentowanie interesów środowiska, a także tworzenie więzi środowiskowej i towarzyskiej.

## Działalność
- Występowanie w interesie członków i reprezentowanie ich w stosunku do organów władzy i administracji państwowej oraz organów i samorządu terytorialnego w kraju i za granicą,
- Występowanie w interesie członków i reprezentowanie ich wobec związków zawodowych,
- Prowadzenie studiów i badań,
- Gromadzenie i przekazywanie informacji z zakresu prawa i ekonomii i organizacji,
- Opiniowanie aktów prawnych dotyczących działalności gospodarczej, zagadnień finansowych i stosunku pracy oraz występowanie do uprawnionych organów z projektami inicjatywy ustawodawczej, prowadzenie rokowań zbiorowych, zawieranie układów zbiorowych pracy i innych porozumień,
- Prowadzenie na rzecz członków doradztwa w zakresie prowadzonej działalności gospodarczej, w szczególności działalności eksportowej, prowadzenie działalności szkoleniowej dla członków związku,
- Prowadzenie działalności gospodarczej w celu realizacji działań statutowych; dochód z działalności gospodarczej prowadzonej przez Związek służy wyłącznie realizacji celów statutowych i nie może być przeznaczony do podziału między członków.

## Członkostwo
Członkiem Związku może być osoba fizyczna, osoba prawna lub jednostka organizacyjna, która jest pracodawcą w rozumieniu przepisów kodeksu pracy. Członkostwo w IPP daje prawo do uczestniczenia w pracach Związku i jego organach, korzystania ze wsparcia Związku we wszystkich sprawach należących do jego działalności, dostępu i korzystania z informacji.
Członkowie
- mają dostęp do najnowszych informacji opracowywanych przez IPP
- mają pierwszeństwo przy kojarzeniu firm
- otrzymują miesięcznie newsletter
- otrzymują rabat za uczestnictwo w seminariach i konferencjach IPP
- otrzymują bezpłatnie obszerne materiały zgromadzone przez Związek

## Kierownictwo
Prezes – Tomasz Major
Dyrektor Generalny – Anna Krasucka